# Larry Scott
Larry Dee Scott (Blackfoot, 12 de outubro de 1938 – Salt Lake City, 8 de março de 2014) foi um fisiculturista estadunidense.
Apelidado de "A Lenda", venceu os dois primeiros torneios do Mr. Olympia em 1965 e 1966.
Em 8 de março de 2014, aos 75 anos, Scott morreu de complicações decorrentes da doença de Alzheimer em sua casa em Salt Lake City, Utah.

## Início da vida
Larry Dee Scott nasceu em Pocatello, Idaho, filho de Thea Scott e do maquinista Wayne Scott. Ele começou a treinar aos 16 anos e venceu a competição Mr. Idaho em 1959 aos 20. Depois de se mudar para a Califórnia, ele prontamente venceu Mr. California (1960), Mr. Pacific Coast (1961), Mr. America (1962) e Mr. Universe (1964). Quando Joe Weider criou o título de Mr. Olympia da IFBB, Scott venceu as duas primeiras competições em 1965 e 1966. Embora tenha desistido após sua vitória no Olympia em 1966, ele teve um breve retorno em 1979 antes de finalmente se aposentar das competições em 1980. Ele estudou eletrônica na California Air College, e era conhecido por ser um mórmon devoto. Ele se casou com Rachel Scott (Ichikawa). Os Scotts tiveram cinco filhos: filha Susan, e os filhos Erin, Nathan, Derek e Michael. Derek morreu em um acidente de motocicleta em 1992, e Michael morreu em 1993. 

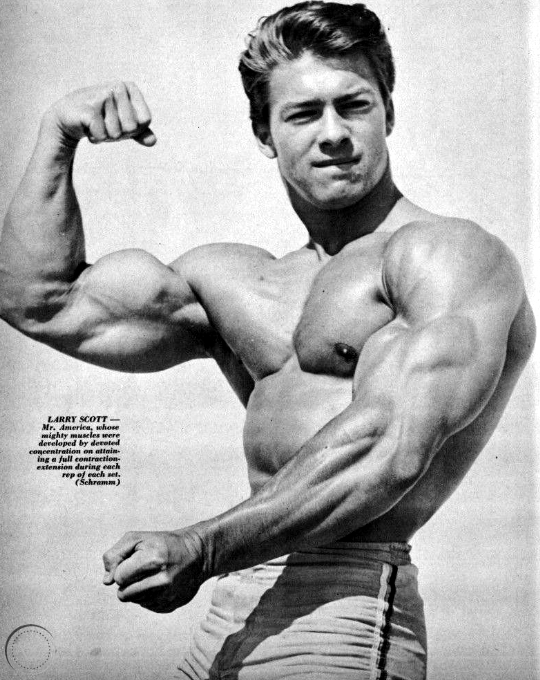
Larry Scott em 1963

## Vida posterior
Ele desempenhou um papel menor no filme de 1964, Muscle Beach Party. Quando ele começou o treinamento com pesos em 1956, seus ombros estreitos eram um ponto fraco particular. Ele treinou com Vince Gironda, um fisiculturista bem conhecido da época, e se tornou mais conhecido por seu desenvolvimento de braço, particularmente seu bíceps impressionante e incomumente longo. Ele atribuiu o seu bíceps a um exercício denominado "Preacher Curl", inventado por Gironda, mais tarde conhecido como "Scott Curl" devido à sua associação com Scott. Scott afirmou em uma entrevista a Iron Man em 1965 que sua dieta consistia em "muita carne, queijo e ovos", juntamente com suplementos de proteína.
Scott foi um modelo físico popular durante o início da década de 1960, trabalhando para os fotógrafos Bruce de Los Angeles, Don Whitman (do Western Photography Guild) e Pat Milo. Milo apresentou Scott a um público maior e o ajudou a aprimorar sua persona e a pose fotográfica: boy next door ("garoto da porta ao lado"). Larry apareceu regularmente em todas as revistas de fisiculturismo de Joe Weider, incluindo Mr. America e Muscle Builder, também aparecendo em Demi Gods, Muscleboy, Muscles a Go-Go e The Young Physique. Como membro da IFBB, ele escreveu exclusivamente para as publicações de Joe Weider.
De 1960 até sua primeira aposentadoria em 1966, Scott foi a grande estrela do fisiculturismo. As revistas de musculação logo começaram a capitalizar sua imagem limpa e totalmente americana. Sua popularidade ficou conhecida como Larry Fever ("Febre de Larry") e atingiu seu ápice na primeira competição Mr. Olympia em 1965, ganhando a coroa incrustada de "joias" contra Harold Poole. Scott defendeu seu título e ganhou o título de Mr. Olympia em 1966, recebendo um prêmio de $ 1.000.
Larry Scott entrou na história da musculação não só como o primeiro Sr. Olympia, mas também como o primeiro  atleta na história a bombear os seus bíceps para um volume de 53 cm. Para além disso, dois exercícios realizados em ginásios ainda têm o seu nome.  O primeiro é a prensa de banco Scott para os bíceps e a prensa de haltere Scott para a cintura do ombro. 
A notícia de sua aposentadoria aos 28 anos chocou o esporte, mas ele priorizou seu segundo casamento e sentiu que tinha feito tudo que podia no fisiculturismo competitivo depois de duas vitórias no Olympia.
Rod Labbe, escritor freelance e fã, colaborou com Scott em cinco artigos: uma entrevista em duas partes na revista Flex, dois artigos na Ironman, o artigo Poetry in Motion ("Poesia em Movimento") na MuscleMag International:, um artigo / entrevista promocional para Scarlet: The Film Magazine sobre a Muscle Beach Party (1964) da American International, com Don Rickles. Cinco anos após sua morte, Labbe escreveu um artigo em tributo a Scott para a edição de março de 2019 da Muscle & Fitness, intitulado My friend, Larry Scott ("Meu amigo, Larry Scott").
Scott se aposentou em Salt Lake City, operando sua empresa de treinamento pessoal Larry Scott Fitness & Nutrition. A empresa fabricava e vendia equipamentos de ginástica personalizados e suplementos de saúde. Ele foi introduzido no Hall da Fama da IFBB em 1999. Sua última entrevista pública sobre sua vida foi em 2012 na Rádio K-TALK.

## Títulos no fisiculturismo
- 1959 Mr. Idaho, Primeiro lugar
- 1960 Mr. Califórnia - AAU, Winner
- 1960 Mr. Califórnia - AAU, Maior massa muscular, Primeiro lugar
- 1960 Mr. Los Angeles - AAU, Maior massa muscular, Terceiro lugar
- 1960 Mr. Los Angeles - AAU, Terceiro lugar
- 1961 Mr. Costa do Pacífico - AAU, Maior massa muscular, Primeiro lugar
- 1961 Mr. Costa do Pacífico - AAU, Primeiro lugar
- 1962 Mr. América, Médio, Campeão geral
- 1963 Mr. Universo, Médio, Primeiro lugar
- 1964 Mr. Universo, Médio, Primeiro lugar
- 1965 Mr. Olympia, Primeiro lugar
- 1966 Mr. Olympia, Primeiro lugar
- 1979 Canada Diamond Pro Cup, Nono lugar[18]